# Tetragonilla collina
Tetragonilla collina är ett mycket vanligt sydöstasiatisk bi som tillhör gruppen gaddlösa bin.

## Systematik
T. collina beskrevs 1857 av Frederick Smith. Arten ingår i släktet Tetragonilla, familjen långtungebin och tribuset gaddlösa bin (Meliponini)
Taxonomin kring arten är något omstridd. Vissa auktoriteter betraktar taxonet rufibasalis (Cockerell, 1918) som en underart av Tetragonilla collina medan andra bara kategoriserar den som en form av T. collina..

## Utbredning
Arten är mycket vanlig i Sydostasien som påträffats i Myanmar, Laos, Vietnam, Thailand, Malaysia inklusive Sabah, och Indonesien.

## Utseende
T. collina är ett tämligen litet bi med svart till mörkbrun kropp. Det förekommer ibland att munskölden och omgivande delar är ljusare. Det finns en något större form med en aning ljusare vingar, rufibasalis, som ibland betraktas som en distinkt underart eller en egen art.

## Ekologi
Som alla gaddlösa bin saknar släktet Tetragonilla fungerande gadd. De har dock kraftiga käkar, och kan bitas ordentligt. Boet skyddas aggressivt av arbetarna.